# Axis (gènere)
Axis és un gènere de cérvol que conté quatre espècies. Les més conegudes són l'axis i el cérvol porquí. Les altres dues són el cérvol de les illes Calamian i el cérvol de Bawean.